# Germaine Suter-Morax
Pour les articles homonymes, voir Morax.
Germaine Suter-Morax, née le 26 juillet 1896 à Morges et morte le 27 juillet 1974  à Pully, est une cheville ouvrière de l'accueil en Suisse romande d'anciennes déportées françaises de la Résistance. 
Secrétaire générale du comité suisse d'aide de l'Association nationale des anciennes déportées et internées de la Résistance, dirigé par son mari, elle contribue jusqu'au printemps 1947 à l'accueil et la convalescence de 500 femmes dans neuf maisons en Suisse romande, travaillant avec Geneviève de Gaulle pour financer ces efforts.

### Origines et famille
Germaine Suter-Morax naît le 26 juillet 1896 à Morges sous le nom de Germaine Morax. Originaire de Mex, dans le canton de Vaud, elle est la fille de Louis Morax, négociant à Morges, et de Julia née Meystre. Elle grandit avec trois frères et une sœur. Son père est le cousin de Jean Morax, René Morax et Victor Morax.

### Études
Après avoir fréquenté le gymnase de jeunes filles de Lausanne, Germaine Suter-Morax fait des études à l’Université de Lausanne, où elle obtient en 1918 une licence en sciences politiques.

### Engagements associatifs

#### Coordinatrice humanitaire et sociale
Avec le déclenchement de la deuxième Guerre mondiale, Germaine Suter-Morax revient en Suisse. Elle prend en charge le Vestiaire-Ouvroir SOS de Lausanne. Elle accueille également des groupes d'enfants pour des séjours de quelques semaines en Suisse, dans des convois organisés à Lyon par sa sœur Florence Morax, dans le cadre des activités du Secours aux enfants de la Croix-Rouge suisse.

#### Cofondatrice de la Bibliothèque enfantine de Lausanne
En janvier 1940, Germaine Suter-Morax contribue à la fondation de la Bibliothèque enfantine de Lausanne, la première du genre en Suisse, aux côtés de Nicolas Roubakine, Adolphe Ferrière, et Elisabeth Clerc, occupant le poste de trésorière jusqu'au milieu des années 1960. 

#### Secrétaire générale du comité d'aide en Suisse de l'association Adir
Durant l'été 1945, elle assume la fonction de secrétaire générale auprès du comité suisse d'aide de l'Association nationale des anciennes déportées et internées de la Résistance (ADIR). Ce comité est localisé dans la maison du peuple à Lausanne, sous la direction de Gottlieb Suter, tandis que l'Adir, établie à Paris, bénéficie de l'appui de Florence Morax en tant qu'assistante sociale.
Jusqu'au printemps 1947, l'association prend en charge la convalescence de près de 500 femmes réparties dans neuf maisons d'accueil en Suisse romande. Germaine Suter-Morax collabore avec Geneviève de Gaulle, ancienne résistante et déportée, pour organiser de multiples conférences à travers la Confédération afin de financer cet accueil, bénéficiant aussi du soutien du Don suisse pour les victimes de la guerre,.

### Vie privée
En 1923, elle se marie à Paris avec Gottlieb Suter (dit parfois Gotto), administrateur du théâtre du Vieux-Colombier, fils d’Anton Suter, pionnier du mouvement coopératif et musicien, et de Berthe née Ruffy. Le couple a quatre enfants.

### Mort
Germaine Suter-Morax meurt le 27 juillet 1974  à Pully.

## Honneur
Germaine Suter-Morax, bien que pressentie pour la Légion d'honneur sur recommandation de la nièce du général, décide de refuser cet honneur. Après sa disparition, Geneviève de Gaulle rend hommage à son engagement crucial dans l'accueil des anciennes déportées.

### Fonds d'archives
- Archives fédérales suisses, Berne, J2.142 1000/1029 (relations entre le Don suisse pour les victimes de la guerre et le comité d’aide en Suisse de l’Adir).